# Druentia variegata
Druentia variegata är en insektsart som först beskrevs av Maximilian Spinola 1839.  Druentia variegata ingår i släktet Druentia och familjen lyktstritar. Inga underarter finns listade i Catalogue of Life.